# Рогознянское
Рогознянское (устар. Збунинское; бел. Рагазнянскае) — озеро в Брестском районе Брестской области, в 30 км на юг от Бреста, в бассейне реки Середовая Речка, впадающей в реку Спановка, в свою очередь впадающей в Западный Буг.

## География
Котловина озера — суффозионно-карстового типа. Склоны котловины высотой 3-4 метра, в основном густо заросшие лесом. На севере и востоке озеро окаймлено дюнами. Котловина состоит из двух плёсов. Берега озера высокие, на западе — зыбун. Дно плоское, с песчаными и илистыми отложениями. Вдоль берегов зарастает характерной растительностью. В озере широкая зона мелководья, до 100 метров, наибольшие глубины находятся в центральных частях западного и восточного плесов. В озере обитают щука, лещ, линь, окунь, плотва, красноперка, местность вокруг озера в основном, местами болотистая.
Рогознянское озеро соединено каналом с Белым озером, так же из озера вытекает ручей, впадающий в Середовую Речку.

## Транспортное сообщение
На берегу озера расположен посёлок Берестье, связанный регулярным автобусным сообщением с Брестом. В 4 км к западу от озера находится д. Рогозно, в 5 км на восток — деревня Збунин, соединённая трассой Р94 с Брестом.

## Рекреационная зона
В рамках Брестской группы озёр (включающую также Белое и Чёрное озёра) является рекреационным объектом, хотя и менее освоенным, чем озеро Белое. В окрестностях Рогознянского озера расположен санаторий «Берестье», база отдыха, агроусадьбы; поблизости с озером находятся минеральные скважины (как для питья, так и для ванн).